# Sztefan Velicskov
Sztefan Konsztantinov Velicskov (bolgár cirill betűkkel: Cтeфaн Кoнстaнтинoв Вeличкoв; Pleven, 1949. február 15. –) bolgár válogatott labdarúgó.

## Pályafutása

### A válogatottban
1971 és 1974 között 22 alkalommal szerepelt a bolgár válogatottban és 1 gólt szerzett. Részt vett az 1974-es világbajnokságon.

## Sikerei, díjai
CSZKA Szofija
- Bolgár bajnok (2): 1974–75, 1975–76
- Bolgár kupadöntős (1): 1975–76